# JR 가와치에이와역
JR 가와치에이와 역(일본어: JR河内永和駅, じぇいあーるかわちえいわえき 제이아-루카와치에이와에키[*])은 일본 오사카부 히가시오사카시에 위치한 서일본 여객철도의 역이다. 오사카히가시 선 각 역의 고유색 제도에 따른 색은 보라색이다.

## 역 구조
섬식 승강장으로 1면 2선의 고가역이며 8량 편성까지 수용할 수 있다. 엘리베이터 1기, 에스컬레이터는 승강장별로 2기 설치되어 있다. 긴키 닛폰 철도의 고가 선로와 교차하는 부분의 남쪽에 역 출입구가 설치되어 있다. 서일본 여객철도 교통 서비스의 위탁 영업을 받기 때문에 일부 시간대에는 무인역으로 운용된다. 그 때문에 각 시설에는 하나텐역 상주 역무원과 연락할 수 있는 인터폰이 설치되어 있으며 역의 시설들은 무인 시간대에 하나텐역 역무실에서 제어한다.

### 승강장
| 1 | ■ 오사카히가시 선 | 하나텐 방면 |
| 2 | ■ 오사카히가시 선 | 규호지 방면 |

- 긴키 닛폰 철도 가와치에이와 역과는 가까운 거리에 있다. 인접한 JR 슌토쿠미치 역과는 600m 정도 거리로 역 승강장에서 JR 슌토쿠미치 역 승강장을 볼 수 있다.

## 역사
- 2008년 3월 15일: 오사카히가시 선 하나텐 이남 구간 개통에 따라 개업하였다.

## 인접정차역
| 서일본 여객철도 오사카히가시 선 | 서일본 여객철도 오사카히가시 선 | 서일본 여객철도 오사카히가시 선 |
| ------------------------------- | ------------------------------- | ------------------------------- |
| 다카이다추오 하나텐 방면        | ■ 오사카히가시 선 보통          | JR 슌토쿠미치 규호지 방면       |